# Процишин Арсеній Олегович
Арсеній Олегович Процишин (нар. 29 серпня 1995, Україна) — український футболіст, захисник.

## Клубна кар'єра
Гравець низки українських і зарубіжних професійних та аматорських команд. З 2017 року грає в обороні польської «Куявії», де з першого матчу надійно забронював собі місце в основі команди.
В міжсезоння 2018 року перейшов на правах річної оренди до команди першої польської ліги «Битовія» з міста Битів.
Влітку 2019 року, після спадання «Битовії» до другої ліги, повернувся до табору «Куявії» та розірвав угоду з клубом за обопільною згодою сторін.
Після невдалої спроби працевлаштуватись до першолігового «Минаю», у вересні 2019 року повернувся до «Куявії» з новою угодою.